# 久米大作
久米 大作（くめ だいさく、1957年〈昭和32年〉7月23日 - ）は、日本のキーボーディスト、作曲家、編曲家、音楽プロデューサー。愛称は大ちゃん。

## 人物
東京都出身。父は俳優・声優・ナレーターの久米明。
明星学園高校在学中にキーボーディストとしてフュージョングループ・プリズムの前セッションに参加。
日本大学芸術学部在学中にプリズム1stアルバム発表、活動を始める。
その後THE SQUARE（現在のT-SQUARE）経て、現在は作曲家、編曲家として活動。
当初はジャズ・フュージョンの分野で活躍していたミュージシャンであったが、近年はミュージシャンとしての活動に加えて、作曲家・プロデューサーとして舞台、映画、コマーシャルなどの音楽を広く手がけている。
また、音楽学校メーザー・ハウスにてキーボードおよび作曲の講師も務めている。

## 略歴
- 1977年：フュージョングループ・プリズムのオリジナルメンバーとしてデビュー[1]。
- 1979年：プリズムを脱退、ザ・スクェアに加入。
- 1981年：ザ・スクェアを脱退[1]、仙波清彦率いるはにわオールスターズに加入[1]。その後仙波とはにわちゃんを結成[1]。
- 1985年：歌手の久保田早紀と結婚。なお久保田早紀は結婚と同時に芸能界を引退し、その後は本名の久米小百合名義で教会音楽家として活動している。
- 1989年：映画『その男、凶暴につき』（監督：北野武）音楽担当[2]。
- 1993年：3枚目のソロ・アルバム『EASTERN SHORE〜水の東』MESAレーベルより全米発売。
- 1995年：4枚目のソロ・アルバム『FOREVER & NEVER』MESAレーベルより全米発売。舞台『ゲットー』（演出：栗山民也）＝読売演劇大賞最優秀作品賞ほか多数受賞作＝音楽監督として参加。
- 1998年 - 2003年：国際交流基金「エイジアン・ファンタジー・オーケストラ」の中心メンバーとしてアジア各国で演奏。演出家栗山民也の多くの舞台作品に作曲、編曲、音楽監督として参加。
- 2004年：テレビアニメ『月詠 -MOON PHASE-』音楽担当[3][1][2]。
- 2004年：パリで行われた「JAZZJAPAN」（パリ日本文化会館）に久米大作ユニットとして出演。
- 2005年：『愛・地球博』のEXPOドームにて6年間に渡り総合音楽監督を務めた市民参加の民族楽器オーケストラ「名鉄リトルワールド・エスニック＆アース・オーケストラ」の集大成コンサート「ゆめのちから」開催[1][4]。
- 2005年：夏木マリ、斉藤ノブらと共にブルースバンドGIBIER du MARIを結成。
- 2006年：舞台『焼肉ドラゴン』第16回読売演劇大賞・大賞最優秀作品賞、第8回朝日舞台芸術賞・グランプリ（作：鄭義信）音楽担当。
- 2008年：5枚目のソロ・アルバム『SOMEONE LOVES YOU』を久米大作オーケストラ（KUME DAISAKU ORCHESTRA）名義で発表。主にクラシックで活躍する金管ブラスのメンバーとJAZZフュージョンのメンバーで構成されている。
- 2009年 - 2010年：L'Arc〜en〜Ciel『Hurry Xmas』『BLESS』のオーケストレーション。VAMPS『SWEET DREAMS unplugged』。新国立劇場『東京裁判三部作/夢の裂け目、夢の泪、夢の痂』（作：井上ひさし）音楽監督。『新宿八犬伝 第五巻』―犬街の夜―（作・演出：川村毅）、水の手紙』（作：井上ひさし）の音楽を手がける。
- 2011年：『焼肉ドラゴン　オリジナルサウンドトラック』を発売。

## 作曲したスクェアの楽曲一覧
- ROCKOON（アルバム『Rockoon』収録、安藤まさひろ、青山純との共作）
- LARISA（アルバム『MAGIC』収録）
- SUNSHINE SUNSHINE（アルバム『MAGIC』収録）
- I LUV U（アルバム『MAGIC』収録）
- かわいいテクノ（アルバム『MAGIC』収録）
- CHANGE YOUR MIND（アルバム『脚線美の誘惑』収録）
- いとしのうなじ（アルバム『Stars and the Moon』収録）
- JUNGLE STRUT（アルバム未収録、仙波清彦との共作）
- Old School Babies（アルバム『It's a Wonderful Life!』収録）

※なお「CHANGE YOUR MIND」と「いとしのうなじ」、「Old School Babies」の3曲は、久米がスクェアを脱退してから発売されたアルバムに収録されている。「CHANGE YOUR MIND」と「Old School Babies」にはゲストミュージシャンとして久米自身もシンセサイザー・キーボードを演奏しているが、「いとしのうなじ」では演奏への参加はない。